# Fludrocortisone
Il fludrocortisone (chiamato anche 9α-fluorocortisolo) è un corticosteroide sintetico con una potenza glucocorticoide moderata ed una potenza mineralcorticoide decisamente più importante. Il nome commerciale è Florinef.

## Utilizzo
Il fludrocortisone è stato utilizzato nel trattamento della CSWS (Cerebral Salt Wasting Syndrome, sindrome da consumo di sodio cerebrale). Il fludrocortisone è utilizzato principalmente per sostituire gli ormoni mancanti, ad esempio l'aldosterone, nelle varie forme di insufficienza surrenalica come la malattia di Addison e la classica perdita di sale da deficit della 21-idrossilasi, come avviene nella iperplasia surrenalica congenita. 
Il fludrocortisone è anche utilizzato come test di conferma, nel test di soppressione, per la diagnosi di sindrome di Conn (adenoma surrenalico con produzione di aldosterone): la dose di carico con fludrocortisone è in grado di sopprimere i livelli sierici di aldosterone in un paziente normale, mentre il livello di aldosterone non è modificato in un paziente affetto da sindrome di Conn. 
Il fludrocortisone è inoltre utilizzato come prima linea di trattamento nella ipotensione ortostatica e la sua capacità di incrementare la concentrazione di sodio, e quindi il volume del sangue, lo rende utilizzabile nel trattamento della sindrome da tachicardia posturale ortostatica (POTS).

## Dosaggi
Il fludrocortisone è commercializzato in compresse di 0.1 mg. Tipicamente il dosaggio giornaliero nel trattamento farmacologico sostitutivo per la carenza di mineralcorticoidi varia da 0,05 mg - 0,2 mg. Periodicamente debbono essere eseguiti esami del sangue per verificare che si raggiungano adeguate concentrazioni di renina, sodio e potassio.

## Proprietà chimiche
Chimicamente il fludrocortisone è identico al cortisolo tranne che per la sostituzione di un fluoro al posto di un idrogeno. Il fluoro è un buon bioisostere dell'idrogeno, perché è di dimensioni simili. La differenza principale risiede nella sua elettronegatività.

## Effetti collaterali
- Ritenzione idrica e di sodio (edema)
- Edema da ritenzione di liquidi
- Ipertensione arteriosa
- Cefalea
- Basse concentrazioni ematiche di potassio (ipokaliemia)
- Debolezza muscolare
- Fatica
- Aumento della suscettibilità alle infezioni
- Rallentamento nella guarigione delle ferite
- Aumento della sudorazione
- Aumento della crescita di peli e capelli (irsutismo)
- Assottigliamento della pelle e strie cutane
- Disturbi intestinali: difficoltà di digestione (dispepsia), distensione addominale ed ulcera peptica
- Diminuzione della densità ossea ed aumentato rischio di fratture ossee.
- Difficoltà nel sonno (insonnia)
- Depressione
- Aumento di peso
- Aumento della glicemia
- Alterazioni del ciclo mestruale
- Disturbi visivi correlati ad opacità del cristallino (cataratta)
- Aumento della pressione interna del globo oculare (glaucoma)
- Aumento di pressione intracranica